# Compostelasolfågel
Compostelasolfågel (Aethopyga linaraborae) är en fågel i familjen solfåglar inom ordningen tättingar.

## Utseende och läte
Compostelasolfågeln är en liten tätting med lång, nedåtböjd näbb. Ovansidan olivgrön, stjärten blå med vita spetsar. Hanen har gul undersida med en orangefärgad fläck, gnistrande blått på hjässa, kind och vingar samt grönt på skuldorna och övergumpen. Honan har lätt streckad undersida, grått huvud och guldgröna vingar. Arten liknar smaragdvingad solfågel, men urskiljer sig genom hanens blått i vingen och honans grå huvud. Bland lätena hörs en ljus ramsa till sång, en serie vassa "chik!" samt en ljus, stigande vissling.

## Utbredning och systematik
Compostelasolfågel förekommer enbart i bergsskogar på östra Mindanao i södra Filippinerna. Den behandlas som monotypisk, det vill säga att den inte delas in i några underarter.

## Status
Compostelasolfågel har ett mycket litet utbredningsområde. Den bebor dock bergsskogar, där skogsavverkningar är ett relativt måttligt hot jämfört med låglänta områden. IUCN kategoriserar arten som nära hotad.

## Namn
Fågelns vetenskapliga artnamn hedrar Lina N. Florendo Rabor (död 1997), gift med filippinska ornitologen Dioscoro S. Rabor. Tidigare kallades den linasolfågel även på svenska, men justerades 2023 till ett mer informativt namn av BirdLife Sveriges taxonomikommitté. Compostela är namnet på en ort och en dalgång på östra Mindanao där arten oftast observeras.